# 水桥站 (黄海南道)
水橋站（韓語：수교역）是位于朝鮮民主主義人民共和國黃海南道三泉郡水橋里的一個鐵路車站。屬於殷栗線和長淵線。

## 歷史
- 1929年11月1日，落成使用。

## 邻近车站
殷栗線
月峰站 - 水橋站 - 九滩站
長淵線
水橋站 - 松禾温泉站